# Giovanni Cerri (politico)
Giovanni Cerri (Avezzano, 27 maggio 1857 – Avezzano, 13 gennaio 1915) è stato un politico italiano.

## Biografia
Nato ad Avezzano (AQ) il 27 maggio 1857 divenne un affermato avvocato. Eletto sindaco della città abruzzese il 15 marzo 1891 restò in carica fino al 12 settembre 1893. Fu eletto deputato nella XXI legislatura, incarico che ricoprì dal 16 giugno 1900 al 18 ottobre 1904 all'interno delle file della Sinistra storica. Nel 1911 ricostituì la sezione cittadina del PSI entrando a far parte del direttivo. Politicamente fu impegnato, insieme ai concittadini Antonio Iatosti e Luigi Vidimari e ad altri esponenti politici di estrazione democratica, a contrastare la politica economica dei Torlonia, in particolare del principe Giovanni Torlonia, che dopo il prosciugamento del lago Fucino creò un crescente malcontento e forti tensioni sociali a causa delle difficili condizioni lavorative dei contadini affittuari e soprattutto dei braccianti e dell'impossibilità dei comuni marsicani di usufruire dei diritti demaniali nei terreni civici prossimi alle aree fucensi bonificate.
Tra le varie opere favorì l'ampliamento della stazione ferroviaria di Avezzano e s'impegnò per la realizzazione del progetto di ferrovia Rieti-Avezzano.
Eletto una seconda volta sindaco di Avezzano il 16 luglio 1914 rinunciò all'incarico pochi giorni dopo, il 27 luglio 1914, per motivi personali. Morì il 13 gennaio 1915 a causa del terremoto della Marsica.